# لورنزو موسيتي
لورنزو موسيتي هو لاعب كرة مضرب إيطالي ولد في 3 مارس 2002.

## روابط خارجية
- لورنزو موسيتي على موقع رابطة محترفي التنس (الإنجليزية)
- لورنزو موسيتي على موقع الاتحاد الدولي لكرة المضرب (الإنجليزية)
- لورنزو موسيتي على موقع كأس ديفيز (الإنجليزية)
- لورنزو موسيتي على موقع خلاصة التنس.كوم (الإنجليزية)
- لورنزو موسيتي على موقع إي إس بي إن.كوم (الإنجليزية)
- لورنزو موسيتي على موقع اللجنة الأولمبية الدولية (الإنجليزية)
- لورنزو موسيتي على موقع أوليمبيديا (الإنجليزية)
- لورنزو موسيتي على موقع اللجنة الأولمبية الإيطالية (الإيطالية)